# Trochogaudryina
Trochogaudryina es un género de foraminífero bentónico de estatus incierto e invalidado por presentar una especie-tipo homónima posterior, que fue considerado un subgénero de Gaudryina, es decir, Gaudryina (Trochogaudryina), pero aceptado como sinónimo posterior de Gaudryinopsis de la subfamilia Verneuilininae, de la familia Verneuilinidae, de la superfamilia Verneuilinoidea, del suborden Verneuilinina y del orden Lituolida. Su especie tipo era inicialmente Gaudryina neocomica var. robusta, subespecie homónima y sinónima posterior de Gaudryina robusta, pero fue sustituida por Gaudryinopsis plotnikovae. Su rango cronoestratigráfico abarcaba desde el Aptiense inferior (Cretácico inferior).

## Discusión
Clasificaciones previas incluían Trochogaudryina en el suborden Textulariina del orden Textulariida, o en el orden Lituolida sin diferenciar el suborden Verneuilinina.

## Clasificación
Trochogaudryina incluía a las siguientes especies:
- Trochogaudryina adoxa †, también considerado como Gaudryina (Trochogaudryina) adoxa †
- Trochogaudryina dejbcrita †, también considerado como Gaudryina (Trochogaudryina) dejbcrita †
- Trochogaudryina filiformis †, también considerado como Gaudryina (Trochogaudryina) filiformis †
- Trochogaudryina gradata †, también considerado como Gaudryina (Trochogaudryina) gradata †
- Trochogaudryina kelleri †, también considerado como Gaudryina (Trochogaudryina) kelleri †
- Trochogaudryina leffingwelli †, también considerado como Gaudryina (Trochogaudryina) leffingwelli †
- Trochogaudryina milleri †, también considerado como Gaudryina (Trochogaudryina) milleri †
- Trochogaudryina plotnikovae †, también considerado como Gaudryina (Trochogaudryina) plotnikovae †
- Trochogaudryina subglobosa †, también considerado como Gaudryina (Trochogaudryina) subglobosa †
- Trochogaudryina subserrata †, también considerado como Gaudryina (Trochogaudryina) subserrata †
- Trochogaudryina textulariformis †, también considerado como Gaudryina (Trochogaudryina) textulariformis †
- Trochogaudryina topagorukensis †, también considerado como Gaudryina (Trochogaudryina) topagorukensis †
- Trochogaudryina vulsa †, también considerado como Gaudryina (Trochogaudryina) vulsa †